# Бианки, Джерардо
Джерардо Бианки (итал. Gerardo Bianchi), (1225/1230, Гайнаж, епархия Пармы — 1 марта 1302, Рим) — итальянский кардинал, декан Коллегии кардиналов c 1297 года до смерти в 1302 году.

## Биография
Сын крестьянина Альберта Бианки и его жены Агнес. Обучался в университете Пармы. Каноник собора Пармы. Консистория 12 марта 1278 года провозгласила его кардиналом-священником церкви Санти-XII-Апостоли. Архипресвитер Латеранской базилики. Папский легат во Франции, участвовал в мирных переговорах в Кастилии, затем в 1282 году легатом на Сицилии. Участвовал в конклавах 1280—1281 годов (Мартин IV), 1287—1288 годов (Николай IV), 1292—1294 годов (Целестин V) и 1294 года (Бонифаций VIII). Вместе с графом Робертом II д’Артуа был регентом после смерти Карла I в 1285 году до освобождения из плена его сына Карла II. 12 апреля 1281 года стал кардиналом-епископом Сабины.